# Sonate K. 426
La sonate K. 426 (F.372/L.128) en sol mineur est une œuvre pour clavier du compositeur italien Domenico Scarlatti.

## Présentation
La sonate en sol mineur K. 426, notée Andante, est d'une ambiance paisible faite de séquences, comme des couplets séparés par un point d'orgue d'une mesure de silence, lentement bercés de croches à 
, ce qui contraste avec la sonate suivante plus nerveuse, avec laquelle elle forme une paire,. Dans le catalogue Pestelli, le no 128 ne forme qu'une entrée avec la K. 126, présentée en premier.

Ici nous sommes dans l'intimité, « le compositeur n'est en proie qu'à lui-même », telle « la longue phrase mélancolique qui s'épanche en accords baignés d'arpèges (à partir de la mesure 134), on a comme la prémonition de Chopin… ».

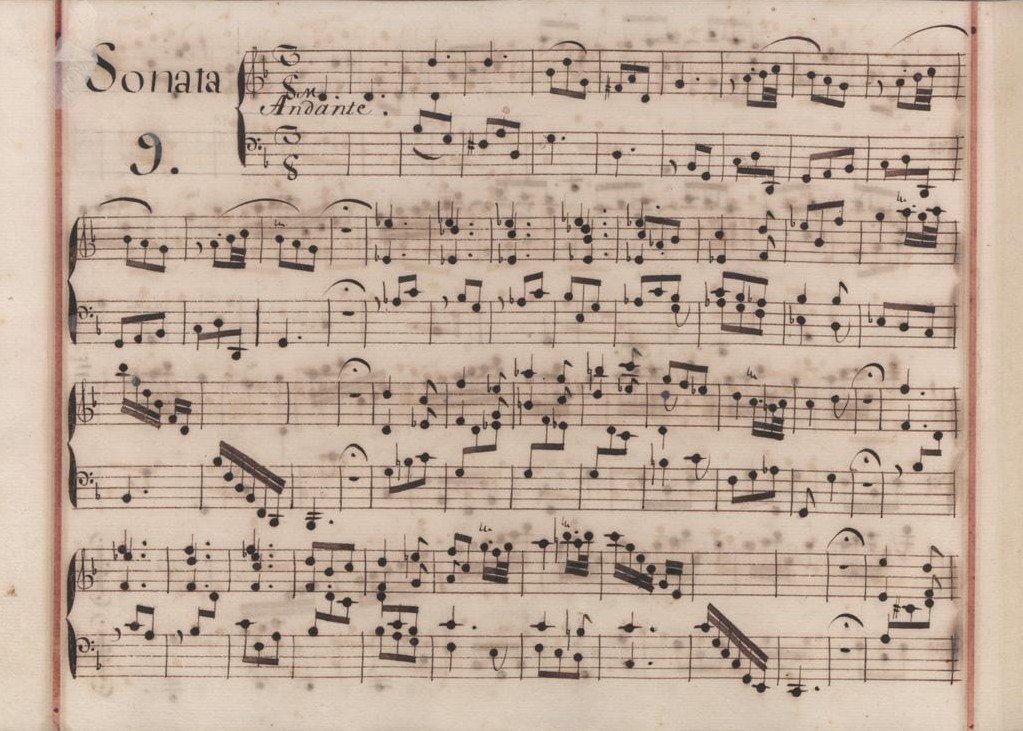
Début de la sonate, extraite du volume X du manuscrit de Venise.

## Manuscrits
Le manuscrit principal est le numéro 9 du volume X de Venise (1755), copié pour Maria Barbara et Parme XII 16 ; l'autre source est Münster II 33.

## Interprètes
Parmi les interprètes de la sonate K. 426 au piano, figurent notamment John McCabe (1981, Divin Art), Christian Zacharias (1994, EMI), Ievgueni Soudbine (2004, BIS), Fabio Grasso (2005, Accord), Soyeon Kate Lee (2006, Naxos), Gerda Struhal (2007, Naxos, vol. 12), Carlo Grante (2016, Music & Arts, vol. 5), Angela Hewitt (2017, Hyperion) et Margherita Torretta (14-16 avril 2019, Academy Productions).
Au clavecin elle est défendue par Ralph Kirkpatrick (Sony), Zuzana Růžičková (1965, Supraphon), Scott Ross (Erato, 1985), Andreas Staier (1995, Teldec), Richard Lester (2004, Nimbus, vol. 4), Bertrand Cuiller (Alpha) et Pieter-Jan Belder (Brilliant Classics, vol. 9). 
Tedi Papavrami en a donné une transcription violon seul, qu'il a enregistrée en 2006 pour le label Æon.

## Sources
: document utilisé comme source pour la rédaction de cet article.
- Ralph Kirkpatrick (trad. de l'anglais par Dennis Collins), Domenico Scarlatti, Paris, Lattès, coll. « Musique et Musiciens », 1982 (1re éd. 1953 (en)), 493 p. (OCLC 954954205, BNF 34689181).
- Alain de Chambure, « Domenico Scarlatti : Intégrale des sonates — Scott Ross », p. 221, Erato (2564-62092-2), 1985 (OCLC 891183737) .
- Guy Sacre, La musique pour piano : dictionnaire des compositeurs et des œuvres, vol. II (J-Z), Paris, Robert Laffont, coll. « Bouquins », 1998, 2429 p. (ISBN 978-2-221-08566-0).